# Violoncello
Violoncello [violončelo] (hovorově cello) je strunný smyčcový nástroj se strunami laděnými v čistých kvintách: (C, G, d, a), tedy o oktávu níže než viola.

## Popis
Název nástroje pochází z italštiny a znamená vlastně malý violon. Violoncello se nejvíce používá v evropské klasické hudbě, je nedílnou součástí komorních, smyčcových i symfonických orchestrů a také mnoha komorních souborů a bývá standardním sólovým nástrojem koncertních skladeb mnoha autorů (Antonín Dvořák, Bohuslav Martinů, Sergej Prokofjev ad.). Používá se také v jiných žánrech, především v populární hudbě.
Notace pro violoncello se zapisuje v basovém klíči, ve vyšších pasážích se používá i tenorový a houslový klíč.
Hráč na violoncello se nazývá violoncellista, nebo také zkráceně hovorově cellista.

## Stavba
- Délka trupu: 750–760 mm
- Výška lubů: 111 mm
- Délka chvějících se strun: 690 mm
- Průměr strun: 0,8–2 mm
- Délka smyčce: 710–730 mm

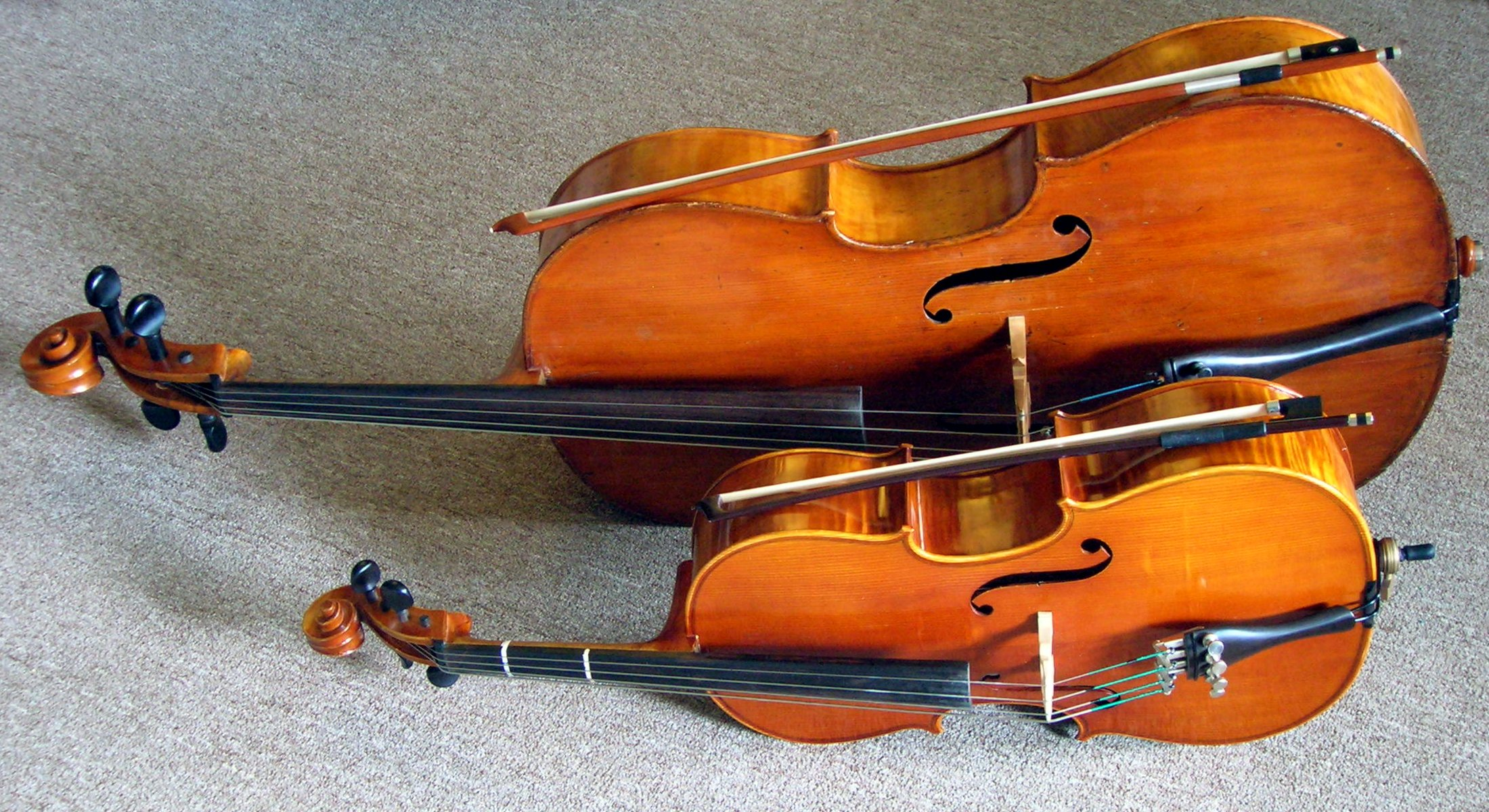
Osminové violoncello (velikost 1/8) pro výuku dětí ve srovnání s nástrojem plné velikosti (4/4).

Cello je větší než housle a viola a menší než kontrabas. Při hraní se drží mezi koleny a o zem se opírá vysouvatelným bodcem, který je často zakončen ocelovou špičkou, což zabraňuje sklouznutí nástroje. Stejně jako u houslí a viol se zejména luby a spodní deska violoncella vyrábí z javorového dřeva. Místo javoru může být použita i třešeň, hrušeň, ořešák nebo i topol. Horní deska se vyrábí z tzv. rezonančního smrkového dřeva. Hmatník, struník a kolíčky bývají z ebenového dřeva, případně z jiného tvrdého dřeva (palisandru, zimostrázu nebo levnějšího černě mořeného javoru). Nejlevnější nástroje mívají obě desky z překližky, naopak některá moderní cella se vyrábějí z plastu vyztuženého uhlíkovým vláknem.
Violoncello má prakticky stejnou stavbu jako housle. V porovnání s houslemi je délka trupu violoncella přibližně dvojnásobná, výška lubů asi čtyřnásobná. Tím se relativně zesiluje první alikvótní tón, což má za následek pro violoncello typický vřelý tón.
Podobně jako u houslí existují i menší formáty nástroje. Hudebníci menší postavy často používají sedmiosminové violoncello, které je o něco menší, a tím jim umožňuje pohodlnější hru při nízkých polohách. Pro výuku dětí se používají nástroje ještě menší, až do velikosti 1/16, ladění je ale stejné.
Kromě akustických nástrojů existují i elektrická violoncella. Jejich stavba se většinou liší, nemají celý korpus, jen zjednodušený tvar, který zajišťuje držení nástroje. Jejich tvar může být velmi podobný klasickému violoncellu (jsou zachovány obrysy korpusu, např. Yamaha SVC 110 Silent Cello), ale i velmi odlišný (např. NS Design NXT4a). Většinou jsou vyrobeny ze dřeva, sériově a jen ve velikosti 4/4. Česko má jedno prvenství a tím je violoncello vyrobené na 3D tiskárně v různých velikostech a na míru každému hráči - MyCello.

## Vývoj
Violoncello je nejhlubší z rodiny houslových nástrojů. Tyto nástroje se vyvíjely paralelně s tzv. violovými nástroji (odvozené od violy da gamba). První moderní violoncello vyrobil v Cremoně v roce 1572 Andrea Amati. Další významní výrobci violoncell jsou Gasparo da Salo (1540–1609), Giovanni Paolo Maggini (1581–1632) a Antonio Stradivari (1644–1737). Na rozdíl od dnešních nástrojů neměla tehdejší violoncella bodec (přibližně do roku 1800) a musela se držet pevně mezi koleny. Také dolaďovače do upevnění strun ke struníku se začaly používat až ve 20. století. Dřevěná část barokních smyčců byla prohnutá ven, dnes je u všech nástrojů prohnutá dovnitř, což umožňuje větší napětí žíní a silnější zvuk.

## Zvukové vlastnosti

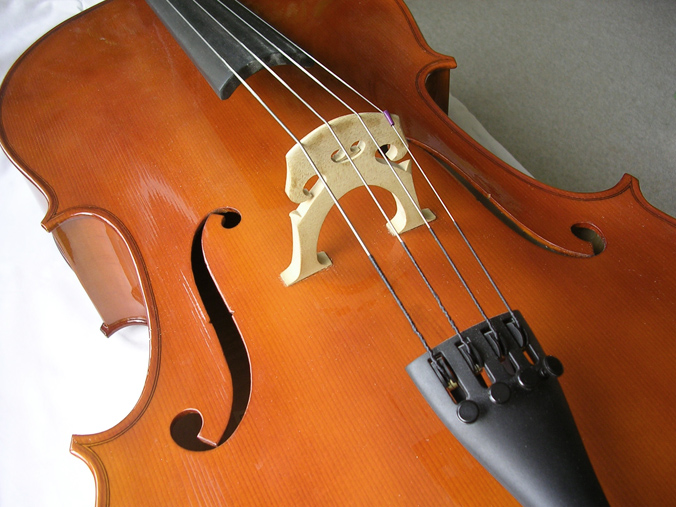
Detail kobylky a strun

Violoncello vydává bohatý a vřelý zvuk, v některých polohách velmi podobný lidskému hlasu. Při hraní vysokých tónů barva tónu připomíná violu.
Violoncello je také možno podladit a pozměnit tak rozsah nástroje, jako je tomu např. v Sonátě pro violoncello sólo Zoltána Kodálye, kde se struna C podladí o půltón níž, tedy na H1 - (h kontra).

## Herní technika

Diagram prstokladu první polohy levé ruky. Černě prázdné struny, zatímco čísla označují prsty; notace používá anglofonní hudební abecedu.

Violoncello se drží mezi koleny, o zem se opírá bodcem a horní část se drží vedle levého ucha, čili struna C je nejblíže hráči. V minulosti se považovalo za neslušné, aby hrály ženy na violoncello tímto způsobem, a proto měly nástroj opřený o zem vedle obou nohou.
Herní techniky jsou v podstatě stejné jako u houslí nebo u violy. Pro levou ruku je základní první poloha, přičemž prsty jsou od sebe vzdáleny na půltón. Dále se používá půltá, 2., 3. a 4. poloha. U violoncella se mimo to používají tzv. palcové polohy (od 5. polohy výše), kdy palec levé ruky tiskne dvě struny, zpravidla v úrovni horní desky (podobně jako při barré hmatech na kytaře) a ostatními prsty hráč tiskne jednotlivé struny.

## Významné skladby pro violoncello
- Johann Sebastian Bach - Sólové suity
- Ernest Bloch - Šlomo
- Petr Iljič Čajkovskij - Rokokové variace
- Antonín Dvořák - Koncert h moll
- Joseph Haydn - Koncert C dur a D dur
- Édouard Lalo - Violoncellový koncert
- Alfredo Piatti - Capriccia
- David Popper - Hochschule
- Sergej Prokofjev - Koncerty pro violoncello (e moll, g moll a „Symfonický koncert“)
- Dmitrij Šostakovič - 3 koncerty
- Antonio Vivaldi - violoncellové koncerty a dvojkoncerty

Pro více titulů viz skladby pro violoncello.

## Virtuosové a významní violoncellisté

### Světoví
- 2CELLOS
- Apocalyptica
- Luigi Boccherini
- Gautier Capuçon
- Pablo Casals
- André Navarra
- Pierre Fournier
- Domenico Gabrielli
- Tina Guo
- Mischa Maisky
- Steven Sharp Nelson
- Jacqueline du Pré
- Boris Pergamenščikov
- Mstislav Rostropovič
- Janos Starker
- Leo Stern
- Paul Tortelier
- Truls Mørk
- Yo-Yo Ma
- Zoë Keating
- Grace Chatto

### Čeští
- Stanislav Apolín
- Jiří Bárta
- František Brikcius
- Anna Brikciusová
- Pavel Čadek
- Michaela Fukačová
- Jiří Hanousek
- Bedřich Havlík
- Petr Hejný
- Jiří Hošek
- Dominika Weis-Hošková
- Josef Chuchro
- Tomáš Jamník
- Josef Klíč
- Vladan Kočí
- Terezie Kovalová
- Josef Krečmer
- Kryštof Lecian
- Jaroslav Nejezchleba
- David Niederle
- Petr Nouzovský
- Michal Pavlík
- Miroslav Petráš
- David Popper
- Miloš Sádlo
- Jan Škrdlík
- Marek Štryncl
- Saša Večtomov
- Daniel Veis
- Jan Zvěřina